# Vignes-la-Côte
Vignes-la-Côte – miejscowość i gmina we Francji, w regionie Grand Est, w departamencie Górna Marna.
Według danych na rok 1990 gminę zamieszkiwało 67 osób, a gęstość zaludnienia wynosiła 22 osób/km².